# Gino Casassa
Gino Casassa Rogazinski (Recoleta, 23 de abril de 1958) es un glaciólogo chileno, director del Instituto Antártico Chileno (INACH) desde 2024. Cursó estudios de ingeniería civil hidráulica en la Universidad de Chile (1984), realizó una maestría en el área de geofísica/glaciología en la Universidad de Hokkaidō (Japón), y obtuvo el grado de doctor en Ciencias (Glaciología) en la Universidad Estatal de Ohio (Estados Unidos). Está asociado a la Universidad de Magallanes. Asimismo, considera que el aumento de la temperatura del planeta se debe, en gran medida, a la actividad humana.

## Biografía
Su padre italiano fue prisionero de guerra y miembro de las tropas Alpinas, su madre alemana escapó de la persecución a los judíos hacia China. Desde joven tuvo interés por escalar cerros y conoció al glaciólogo Cedomir Marangunic, quien también estudió en la Universidad Estatal de Ohio. Tiene junto a otros dos mil científicos un Premio Nobel de la Paz compartido, tres de ellos también chilenos que trabajaron en el IPCC de la ONU.

## Carrera

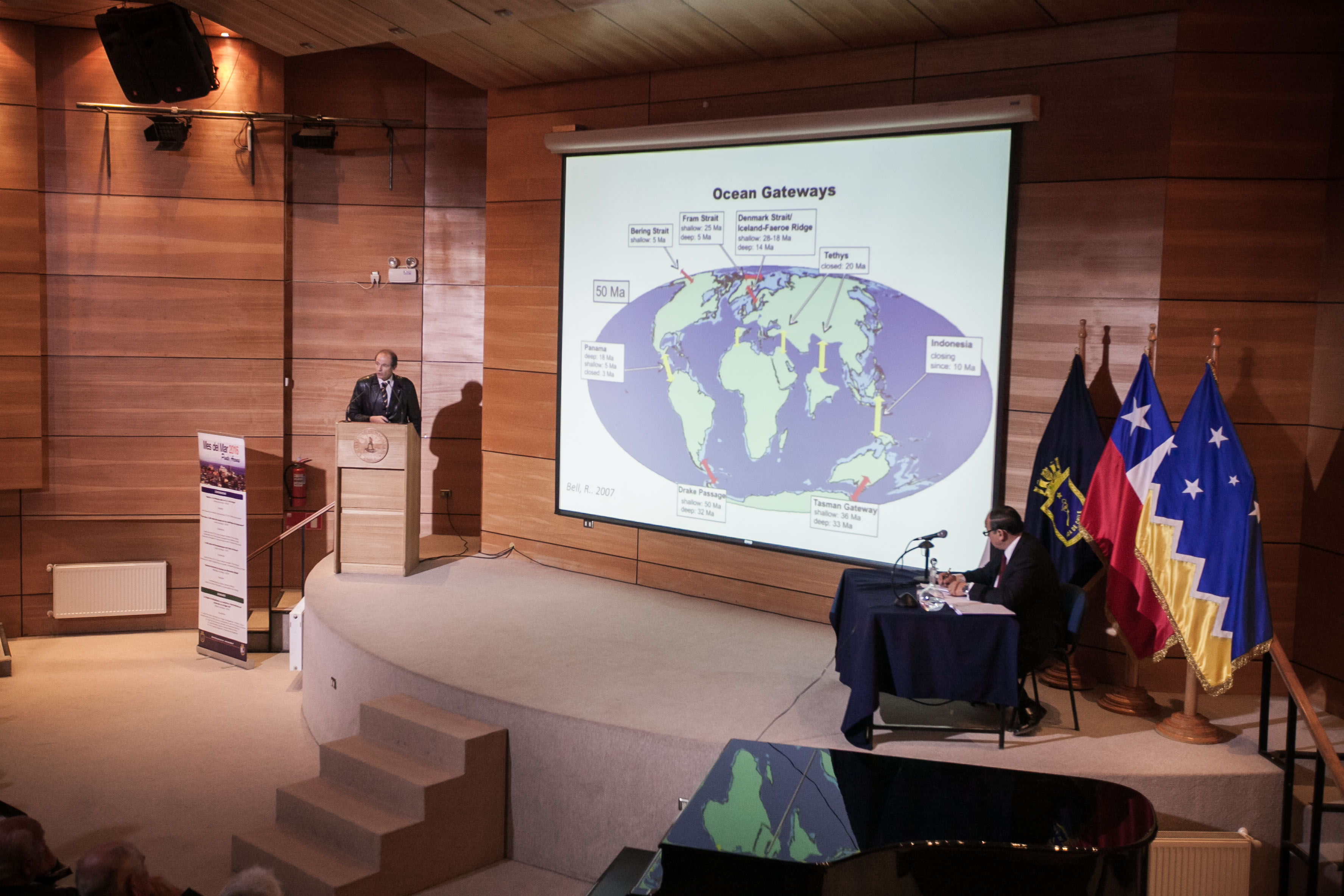
Gino Casassa en el seminario "La región de Magallanes y la Antártica, oportunidad de desarrollo en el siglo XXI".

Ha desarrollado labores de investigación en el Centro de Estudios Científicos (CECS), donde entre 2002 y 2012 se dedicó a la sección de Glaciología y Cambio Climático. Además, se ha desempeñado como vicedirector del Comité Científico del proyecto Climate and Cryosphere (del Programa Mundial de Investigaciones del Clima), en conjunto con el Comité Científico de Investigaciones Antárticas, y ejerció como vicepresidente de la Asociación Internacional de Ciencias Criosféricas. Recibió la beca Guggenheim.
Fue integrante del Panel Intergubernamental sobre Cambio Climático (IPCC) de las Naciones Unidas reconocido con el Premio Nobel de la Paz en 2007 por su aporte en la difusión de la teoría del cambio climático antropogénico. Paralelamente, ha liderado y contribuido en proyectos nacionales e internacionales vinculados al estudio de glaciares y evaluaciones de impacto ambiental, promoviendo la innovación y el desarrollo tecnológico en geociencias.
Desde 2023, ejerce como consultor independiente y responsable de proyectos en Geoestudios Asesores Ltda. de Cedomir Marangunic, y mantiene una labor docente como profesor asociado en la Universidad de Magallanes. Entre 2018 y 2022 fue jefe de la Unidad de Glaciología y Nieves de la Dirección General de Aguas, y previamente había impulsado iniciativas académicas como cofundador de un laboratorio de glaciología y programas antárticos en la Universidad de Magallanes.
Cuenta con más de 100 publicaciones científicas sobre geofísica de glaciares, procesos de avalanchas de nieve y flujos de detritos, y ha colaborado en la divulgación de la importancia de la Antártica para la política exterior de Chile. En el ámbito público, tras asumir la dirección del INACH, ha manifestado su interés en fortalecer el Programa Nacional de Ciencia Antártica y la participación del país en el Sistema del Tratado Antártico.

## Ascensiones a cerros
- 21 de febrero de 1980 a las 10 a. m. Monte Fitz Roy, Chile-Argentina - A los 21 años siendo estudiante de ingeniería, monitor de la Federación de Andinismo de Chile, y Walter Bertsch, austríaco de 19 años, estudiante para Guía Alpino del Club Alpino de Austria, vía Col Americano, llegaron a la cumbre. Alejandro Izquierdo, estudiante chileno, llegó hasta los 2800 m. siendo el primer ascenso chileno al monte.[7][8]

- 1983,[1] Monte Changtse, Tíbet, China - El siguiente ascenso y también el primer realizado en solitario por Gino Casassa. 14 de mayo por la misma ruta usada por los alemanes.

## Investigaciones

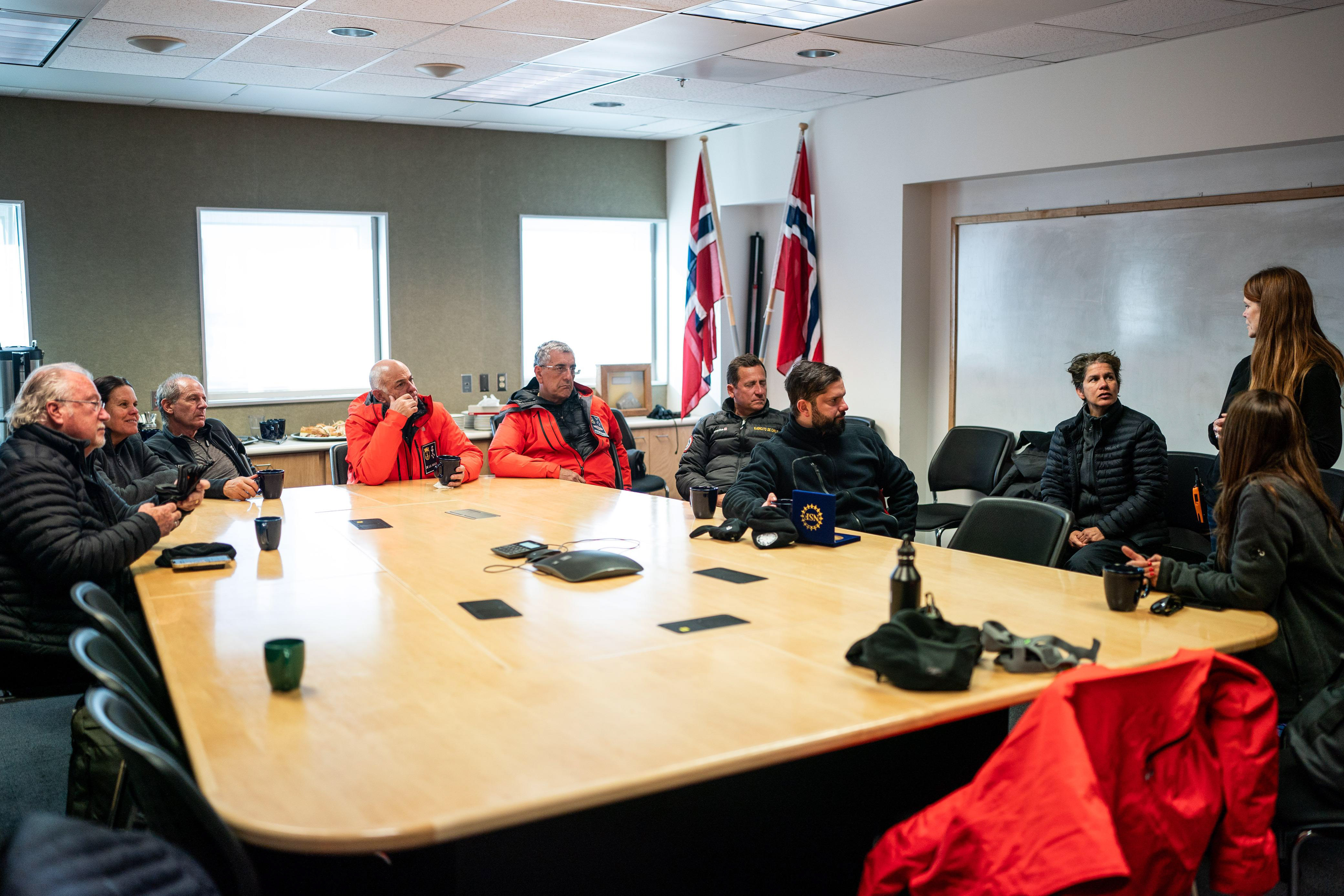
Gino Casassa junto al presidente Gabriel Boric en la base estadounidense Amundsen-Scott en el polo sur geográfico.

Según Gino, los glaciares patagónicos se econtrarían en retroceso, lo cual podría ser una evidencia de ciclos climáticos y geológicos explicados por la Teoría de Milankovitch o de calentamiento global. En 2024, un estudio sobre los campos de hielo patagónicos en el que participó Gino determinó que la profundización del lecho del glaciar alcanza casi 20 km tierra adentro, lo que se configura como una situación potencialmente susceptible a un futuro retroceso.
También, sobre el Gran Campo Nevado, los estudios en los que Gino ha participado hablan sobre que algunos de los glaciares de salida perdieron más del 20% de su área total durante tal período, y la pérdida de área de glaciares es del 2,4% por década en el período de 1942 a 2002.
Además ha hablado sobre que las principales perturbaciones ecológicas pueden incluir incendios, inundaciones, tormentas, brotes de insectos y sobrepastoreo, terremotos, varios tipos de erupciones volcánicas, tsunamis, tormentas de fuego, impacto de meteoritos, cambio climático y los efectos devastadores del impacto humano sobre el ambiente (perturbaciones antropogénicas) como la fragmentación de hábitat, sobretala, sobrepesca, uso intensivo de agroquímicos, contaminación por elementos radioactivos o metales pesados y la introducción de especies invasoras.
Participó en el Congreso Futuro de 2013 con el tema de "Los glaciales, el desafío por sobrevivir en un planeta estresado".
En el verano austral de 2004-2005 participó en la expedición chilena científica conjunta al polo sur, como también de la Operación Estrella Polar III durante el verano de 2024-2025. El INACH tomó muestras del hielo de la zona para investigar sus niveles de contaminación, Gino Casassa formó parte de la expedición en la que estuvo presente el presidente Gabriel Boric, quien se convirtió en el primer jefe de Estado del mundo en visitar el Polo Sur y el tercer mandatario (incluyendo jefes de Gobierno) a nivel mundial.